# Mandy Rose
Amanda Rose Saccomanno (Westchester, Nueva York, 18 de julio de 1990) es una luchadora profesional, modelo y fisicoculturista estadounidense. Es conocida por haber trabajado para la empresa WWE, donde se presentó bajo el nombre de Mandy Rose.
Rose comenzó una carrera profesional en competencias de acondicionamiento físico en 2013 y se convirtió en competidora de culturismo al año siguiente. En 2015, ocupó el segundo lugar en el concurso de WWE Tough Enough, luego de lo cual firmó un contrato con la empresa y se unió al reality show Total Divas. Después de un breve período en la marca de desarrollo NXT, Rose hizo su debut en el roster principal en 2017 como parte de la facción Absolution con Paige y Sonya Deville, con quien más tarde formaría Fire and Desire hasta su ruptura en marzo de 2020. Regresó a NXT en julio de 2021 y formó una alianza con Gigi Dolin y Jacy Jayne llamada Toxic Attraction. En octubre de 2021, ganó el Campeonato Femenino de NXT, y en septiembre de 2022 lo unificó con el Campeonato Femenino de NXT UK.

## Primeros años
Saccomanno nació y se crio en Westchester County, New York siendo la menor de cuatro hijos. Es de ascendencia italiana e irlandesa. Saccomanno asistió a Yorktown High School, donde centro su atención en la danza. Más tarde obtuvo su título de licenciatura en Iona College, con especialización en patología del habla., tenía un hermano mayor llamado Richard Saccomanno, el cual falleció el 3 de octubre del 2022, tras varios años de lucha contra la depresión que lo aquejaba.
Saccomanno entró en su primera competencia de fitness en 2013, y obtuvo el primer lugar en el World Bodybuilding Fitness & Fashion Boston Show. También fue coronada World Beauty Fitness & Fashion Bikini Champion en 2014.

## Carrera

### WWE

#### Tough Enoughy NXT (2015-2017)
Saccomanno fue una concursante en la  sexta temporada de la competencia WWE Tough Enough, la cual comenzó a transmitirse en junio de 2015. Estuvo en riesgo de eliminación en el episodio del 28 de julio, pero fue salvada por el juez The Miz. Durante la final de temporada, Saccomanno adoptó el nombre en ring Mandy Rose, perdió un combate contra Alicia Fox y se ubicó en el segundo lugar general, después de las ganadores Sara Lee y Josh Bredl.

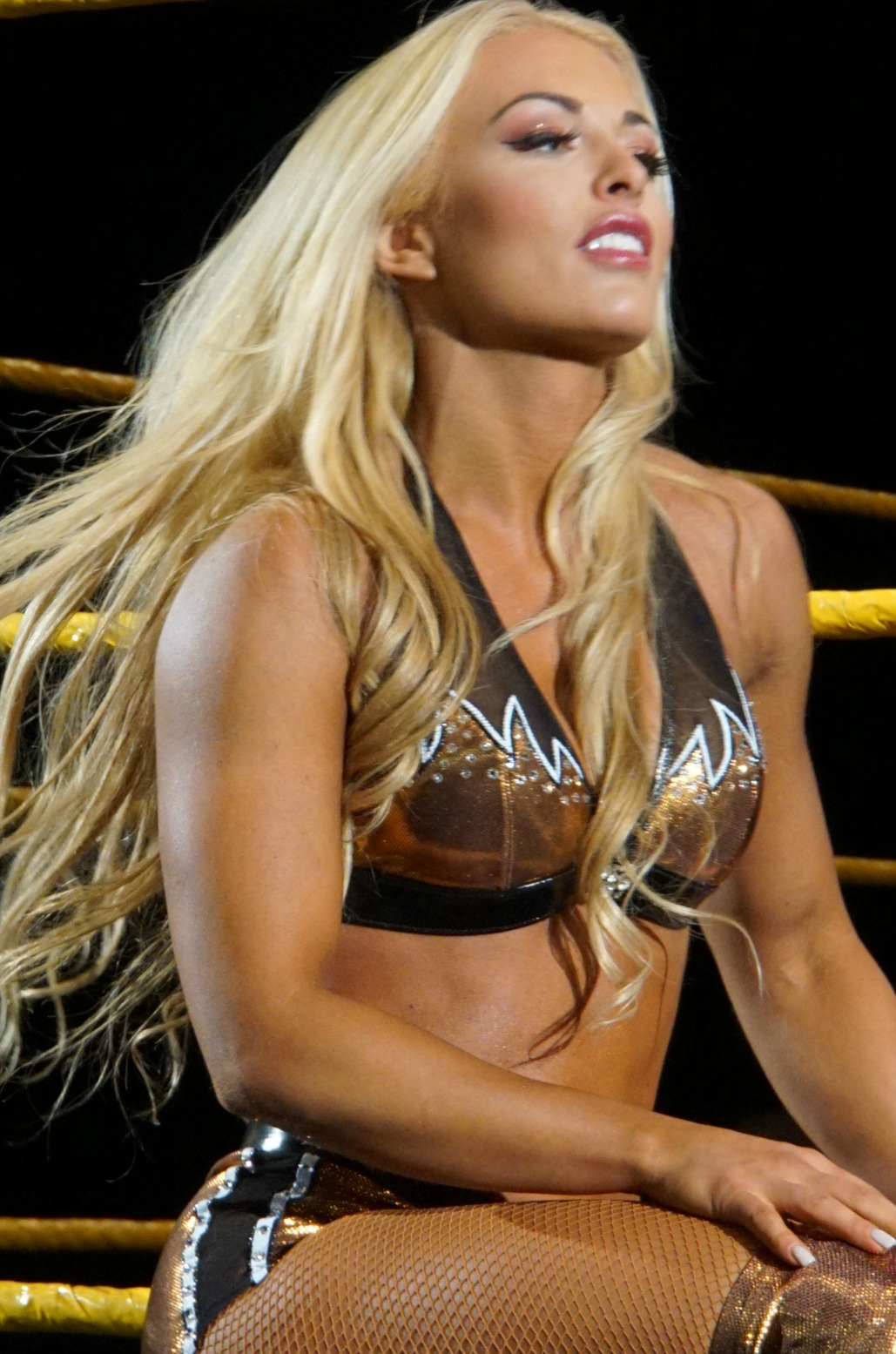
Rose en 2016.

El 6 de octubre, el nombre de Saccomanno en ring fue cortado a Mandy. Después del final de la temporada de Tough Enough, se reveló que Rose había firmado un contrato de cinco años con la compañía.  Rose hizo su debut en el ring para el territorio de desarrollo de la WWE, NXT, durante un combate por equipos en un evento en vivo en Venice, Florida, el 30 de enero de 2016. En el episodio del 17 de agosto de NXT, Rose debutó en la televisión en otra lucha por equipos junto con Daria Berenato y Alexa Bliss, en la que fueron derrotadas por Carmella, Liv Morgan y Nikki Glencross. En el episodio del 28 de septiembre de NXT, Rose perdió su primera lucha individual televisada ante Ember Moon.

#### Fire and Desire (2017-2020)
En el episodio del 20 de noviembre de 2017 de Raw, Rose y Sonya Deville debutaron en el roster principal de la mano de  Paige, quien junto con ellas formó la tercia heel conocida como Absolution. En los siguientes episodios de Raw se les pudo ver a las tres atacar a gran parte del elenco femenino de la marca, iniciando un feudo específicamente con Sasha Banks, Bayley y Mickie James, llevándolas a enfrentarse semana a semana en diferentes tipos de combates. Rose tuvo su primera lucha televisada en el elenco principal el 19 de diciembre en Tribute to the Troops, donde Absolution derrotó a Bayley, Mickie James y Sasha Banks.

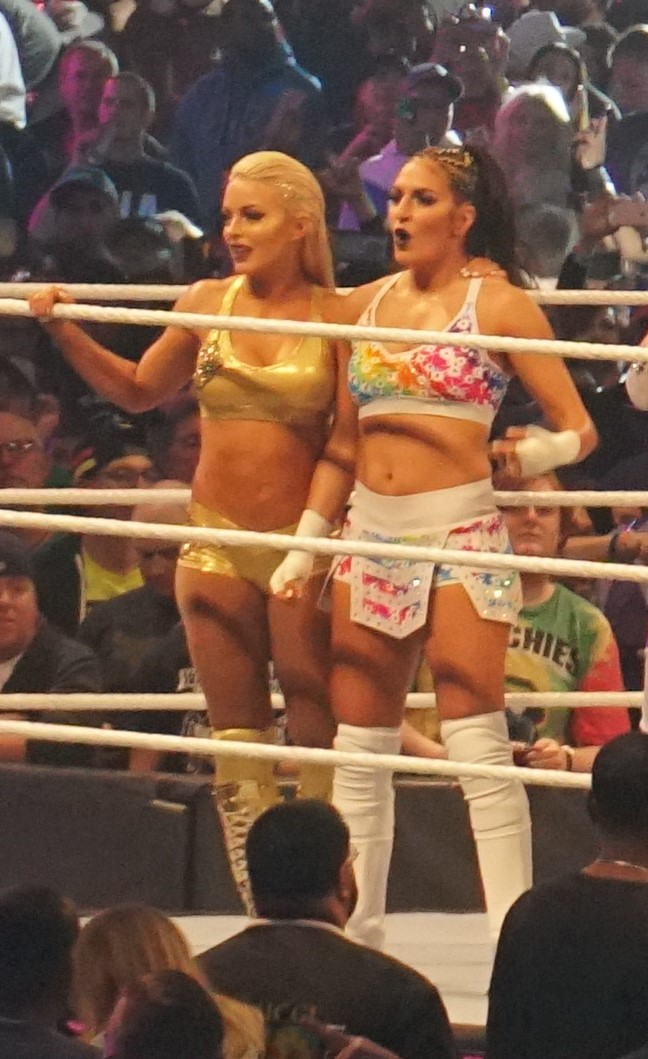
Rose (izquierda) con Sonya Deville en WrestleMania 34, 2018.

El 28 de enero de 2018 en Royal Rumble, Rose ingresó en el primer Women's Royal Rumble match de la historia como la número 4, y fue la primera mujer eliminada del combate por Lita. En paralelo a sus actividades en Raw, Rose también reemplazó a una lesionada Alicia Fox en el torneo Mixed Match Challenge, donde fue emparejada con Goldust, con el dúo perdiendo en la primera ronda ante Jimmy Uso & Naomi. En febrero, Rose participó en el primer Women's Elimination Chamber match de la historia por el Campeonato Femenino de Raw en Elimination Chamber, donde fue derrotada por Alexa Bliss. En WrestleMania 34, Rose participó en el WrestleMania Women's Battle Royal, la cual fue ganada por Naomi. La noche siguiente en Raw, Paige anunció su retiro de la lucha libre profesional debido a una lesión en el cuello, disolviéndose así Absolution.
Durante el Superstar Shake-up, tanto Rose como Deville fueron enviadas a SmackDown Live! y a pesar de que Paige ya no las representaría, ambas siguieron trabajando en equipo bajo el nombre de Fire & Desire. Las dos empezaron a tener algunos roces durante su estadía en la marca azul después de que Rose eliminara a Deville durante la batalla real en Evolution, la historia continúo con Rose manipulando a Sonya las siguientes semanas convenciendola de que todo era un malentendido. En Survivor Series, ambas formaron parte del Team SmackDown femenino para la lucha tradicional por eliminación, Rose logró eliminar a Mickie James antes de ser eliminada por Sasha Banks.
Después de Survivor Series, su  historia con Sonya fue cancelada para darle protagonismo a Mandy como parte de una historia con Naomi, teniendo como antecedente el trato que Rose recibió por esta durante su tiempo en Tough Enough, lo que provocó que quisiera cobrar venganza seduciendo a Jimmy Uso (esposo de Naomi), lo que la llevó a tener varios segmentos donde estaba en ropa interior o solo cubierta por una toalla como parte de trampas para que Naomi desconfiara de él, después de ser descubierta ambas tuvieron algunas luchas y riñas.
Tanto Rose como Deville obtendrían victorias sobre Naomi en dos luchas individuales después de las interferencias de cada una. La rivalidad entre Rose y Naomi continuó ya que ambas mujeres se eliminaron mutuamente en el Royal Rumble femenino del 2019, el feudo duró algunas semanas después con combates entre las dos. En Elimination Chamber, Fire & Desire compitieron en la Elimination Chamber match entre equipos que determinaría a las campeonas inaugurales de los Campeonatos Femeninos en Parejas de WWE, donde fueron las últimas eliminadas por las eventuales ganadoras, Sasha Banks & Bayley. Algunas semanas después, Rose ganó una oportunidad contra Asuka por el Campeonato Femenino de SmackDown en Fastlane, donde salió derrotada gracias a una distracción accidental de Sonya. Después de este suceso, el storyline de la disolución de su alianza estaba tomando forma una vez más cuando Rose "accidentalmente" le costó a Deville una lucha no titular contra Asuka el 12 de marzo en SmackDown. En el kick-off de WrestleMania 35, tanto Rose como Deville participaron en el WrestleMania Women's Battle Royal, pero ninguna de las dos logró ganar el combate.

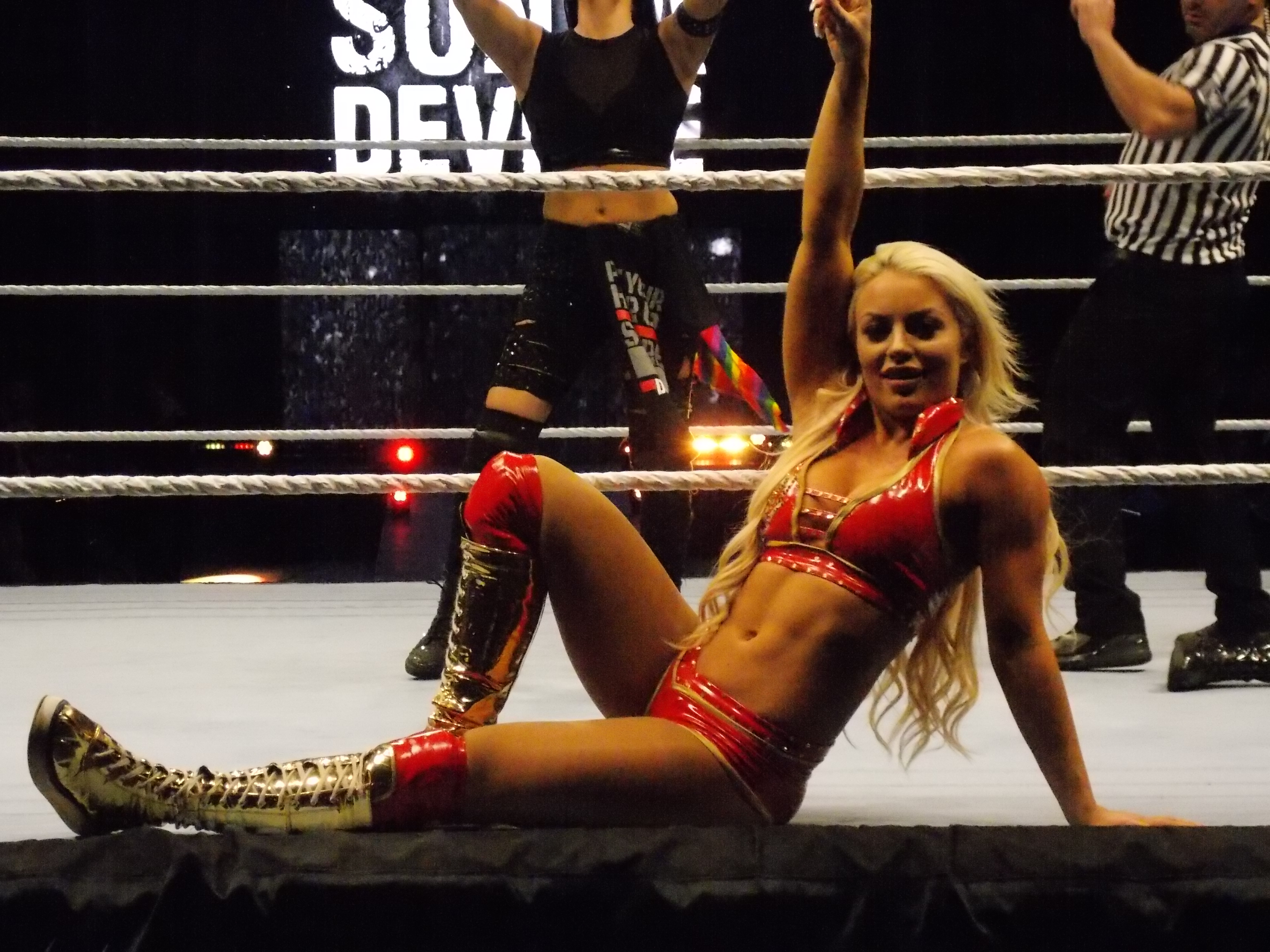
Rose en 2019.

En mayo, se anunció a Rose como una de las participantes del Women's Money in the Bank Ladder match para Money in the Bank. Deville, quien insistió en que Rose obtuviera su puesto en el combate para reconciliarse, trató de subir la escalera para ayudarle a ganar el combate, sin embargo, sus esfuerzos fueron en vano, viéndose cancelado una vez más el ángulo de su separación pasando a tener pequeñas rivalidades con Carmella y Ember Moon. En el episodio del 5 de agosto de Raw, Fire & Desire compitió en una batalla fatal de cuatro esquinas por eliminación por los Campeonatos en parejas, pero el dúo fue eliminado por The Kabuki Warriors (Asuka y Kairi Sane). En el episodio del  3 de septiembre de SmackDown, derrotaron a las campeonas por parejas, Alexa Bliss y Nikki Cross, ganando una oportunidad titular en Clash of Champions, donde salieron derrotadas.
A principios de 2020, Rose entró en una storyline romántica con Otis, con Otis ayudando a Rose durante sus combates. Más tarde acordó una cita con él en el día de San Valentín, pero Dolph Ziggler tomó el lugar de Otis, lo que resultó en un posible romance entre Rose y Ziggler. La historia luego se convirtió en un triángulo amoroso que involucraba una pelea entre Ziggler y Otis por Rose. Se reveló en el episodio del 3 de abril de 2020 de SmackDown que Deville tenía una alianza con Ziggler para mantener a Otis alejado de Rose. En WrestleMania 36, Rose interfirió durante la lucha entre Otis y Ziggler atacando a Deville que estaba en el ringside y a Ziggler, cambiando a face y eso ayudó a Otis a ganar. Después de la lucha, ella y Otis se dieron un beso, formalizando la relación y disolviéndose Fire & Desire.
El 1 de mayo participó por un lugar en la en Money in the Bank, pero fue derrotada por Carmella debido a una interferencia de Sonya, la semana siguiente, Rose fue derrotada por Deville. En el episodio del 22 de mayo de SmackDown, ella y Otis perdieron ante Deville y Ziggler en una lucha por equipos. El 31 de julio, Deville cortó el cabello de Rose durante un ataque entre bastidores, lo que llevó a Rose a llevar un nuevo look con el cabello más corto la semana siguiente. Ese mismo mes, derrotó a Deville en un combate "la perdedora renuncia" en SummerSlam, la lucha originalmente sería cabellera vs. cabellera, pero un evento en la vida real donde Sonya fue víctima de intento de secuestro hizo que los planes cambiaran y el ángulo se vio cancelado debido a lo mismo, dejando a Deville fuera de la empresa lo que restó del año.

#### Equipo con Dana Brooke (2020-2021)
El 28 de septiembre, hizo su regreso a Raw pero esta vez en compañía de Dana Brooke, estableciéndose como un nuevo equipo en la división de parejas derrotando a Lana y Natalya, para dar pie a una breve rivalidad ganando la mayoría de sus encuentros. El 2 de noviembre en Raw, Brooke y Rose retaron a Nia Jax y Shayna Baszler a una lucha titular por las preseas en parejas, saliendo derrotadas al ser distraídas accidentalmente por Lana. La siguiente semana, Brooke y Rose formaron equipo con Asuka una vez más, derrotando a Jax, Baszler y Lana. Sin embargo, Rose se lesionó de forma legítima, lo que provocó que fuera sustituida en la lucha de marcas en Survivor Series. Para remover a Dana, los escritores hicieron que fuera brutalmente atacada por Reckoning, dejándola inhabilitada para formar parte de la lucha mientras Mandy estaba en recuperación. El 14 de diciembre en Raw, Brooke derrotó a Baszler vía descalificación después de una interferencia de Nia Jax, Mandy hizo su regreso después de su lesión, rescatando a Brooke del ataque de las campeonas para seguir con su rivalidad. La siguiente semana, Brooke y Mandy fueron derrotas por las campeonas.
El 31 de enero de 2021 participó en el Royal Rumble femenino, Rose entró como la #22 logrando eliminar a Alicia Fox, sin embargo, no logró ganar al ser eliminada por Rhea Ripley. En la primera noche de WrestleMania 37, Rose y Brooke formaron equipo para competir en una lucha en parejas por eliminación, el equipo ganador recibiría una oportunidad titular en la segunda noche ante Nia Jax y Shayna Baszler, sin embargo, fueron eliminadas por The Riott Squad (Liv Morgan y Ruby Riott).
En julio se canceló el ángulo que Rose y Brooke mantenían con las nuevas campeonas por parejas, Tamina y Natalya, después de que Mandy fuera enviada de regreso a NXT por planes creativos, disolviéndose así su breve alianza.

#### Toxic Attraction (2021-2022)
En julio de 2021, Rose fue vista aleatoriamente en NXT observando diferentes luchas y teniendo segmentos con Franky Monet en bastidores. El 24 de agosto en NXT, Mandy formó oficialmente su alianza con Gigi Dolin y Jacy Jayne estableciéndose nuevamente como heel. El 31 de agosto, Rose enfrentó a Sarray acompañada de sus nuevas aliadas, sin embargo, la lucha quedó sin resultado al salir lesionada durante el encuentro (kayfabe) debido a una patada en la cara. El 14 de septiembre en NXT 2.0, Mandy hizo su regreso con nueva imagen formando equipo con Gigi y Jacy, logrando derrotar a Kayden Carter, Kacy Catanzaro y Sarray, dando a conocer que la facción sería conocida como  Toxic Attraction. Donde, uno de sus principales objetivos será obtener los Campeonatos Femeninos en Parejas de NXT para sus compañeras, mientras que ella mantendrá un feudo individual por el Campeonato femenino de NXT contra la campeona, Raquel Gonzalez. El 26 de octubre en Halloween Havoc, Mandy derrotó a González, capturando su primer campeonato dentro de la empresa, además sus compañeras de facción capturaron de igual forma los campeonatos por parejas. Rose, Jayne y Dolin iniciaron un feudo poco después con Raquel, Io Shirai y Cora Jade, mismo que las llevaría a enfrentarse en NXT War Games, donde Dakota Kai y Kay Lee Ray también se verían envueltas, con esta última del lado de sus enemigas. En dicho PPV, Toxic Attraction y Dakota fueron derrotas.
En 2022 tuvo varias defensas titulares exitosas ante diversas oponentes, entre la que se encontraron: Io Shirai, Alba Fyre (aka Kay Lee Ray), Zoey Stark, Cora Jade, Dakota Kai, Raquel González, Wendy Choo y Roxanne Perez. Su racha de defensas exitosas la llevó a que el 4 de septiembre de 2022 en NXT Worlds Collide unificara los Campeonatos femeninos de NXT y NXT UK al derrotar a Blair Davenport y Meiko Satomura El 22 de octubre, Mandy retuvo por novena ocasión ante Alba Fyre en el evento Halloween Havoc. Cuatro días después, cumplió un año entero como campeona de NXT. En el episodio del 13 de diciembre de NXT, Rose perdió el Campeonato Femenino de NXT ante Roxanne Perez, luego de que se enfrentaran en una revancha titular, concluyendo su reinado con 413 días. Al día siguiente, fue liberada de su contrato por WWE debido al contenido erótico que compartía con sus fanáticos.

## Otros medios
Saccomanno ha aparecido en múltiples publicaciones de fitness, incluyendo Fitness Gurls Magazine, Fit & Firm Magazine y FitFemme Magazine.
Rose apareció como parte del elenco principal de la quinta temporada de la serie de realidad de la WWE, Total Divas, la cual comenzó a emitirse en enero de 2016. Rose hizo su debut en los videojuegos de la WWE como un personaje jugable en WWE 2K19, también ha hecho apariciones en WWE SuperCard, WWE Universe, WWE 2K20, WWE 2K Battlegrounds y WWE 2K22.

## Vida personal
Saccomanno reside en Orlando, Florida. Saccomanno participa en yoga, pilates y CrossFit.
En abril de 2018, Saccomanno reveló que estaba en una relación con el también luchador Tino Sabbatelli, confirmando su relación, el cual el 17 de septiembre del 2022, se comprometieron en matrimonio. En el especial de "My Daughter is a WWE Superstar" se reveló que Amanda es mitad italiana por parte de su padre.

## Filmografía

### Televisión
| Año  | Título           | Rol        | Notas                                        |
| ---- | ---------------- | ---------- | -------------------------------------------- |
| 2015 | WWE Tough Enough | Ella misma | Concursante; subcampeona (temporada 6)       |
| 2016 | Total Divas      | Ella misma | Elenco principal (temporada 5): 10 episodios |

## Campeonatos y logros

### Modelaje fitness
- World Bodybuilding Fitness & Fashion
  - 2014 WBFF Boston – (primer lugar)
  - 2014 WBFF Diva Bikini Pro World Championship – (primer lugar)[10]

### Lucha libre profesional
- WWE
  - NXT Women's Championship (1 vez)

- Pro Wrestling Illustrated
  - Situada en el N°69 en el PWI Female 100 en 2018[85]
  - Situada en el Nº67 en el PWI Female 100 en 2019[86]
  - Situada en el Nº21 en el PWI Female 150 en 2022[87]

## Luchas de apuestas
| Ganadora             | Perdedora               | Lugar            | Evento     | Fecha                | Notas  |
| -------------------- | ----------------------- | ---------------- | ---------- | -------------------- | ------ |
| Mandy Rose (carrera) | Sonya Deville (carrera) | Orlando, Florida | SummerSlam | 23 de agosto de 2020 | [ 51 ] |